# Szép Gyula
Szép Gyula (Szucság, 1952. február 2. –) erdélyi magyar zenetanár, zenész, operaigazgató, politikus.

## Életpályája
1975-ben elvégezte a kolozsvári Gheorghe Dima Zeneakadémia zenepedagógia szakát. 1975 és 1980 között zenetanár volt Mezőszengyelen, Máréfalván és Székelyudvarhelyen. Ezután 1986-ig a székelyudvarhelyi Művelődési Ház igazgatója volt, majd 1988-ig zenei szakirányító a csíkszeredai Alkotások Házában. 1988-tól a Kolozsvári Állami Magyar Opera titkára, 2000-től aligazgatója, majd 2010-től igazgatója. Közben 1990-től a Kolozs Megyei Művelődési Felügyelőség tanácsosa, majd az RMDSZ művelődési és egyházügyi ügyvezető alelnöke. Táncháztalálkozók és néptánctáborok szervezője.
Támogatta Erkel Ferenc valamennyi színpadi művének színrevitelét a kolozsvári operában, amely világviszonylatban elsőként történt meg. Mintegy húsz kortárs magyar zeneszerző operája került színpadra ugyancsak Szép Gyula tevékenységének köszönhetően. Megszervezte a Kodály Zoltán-emléknapokat (1982. december 5–16.) Kodály születésének 100. évfordulója alkalmából. Ekkor került együtt színpadra először (három egymásutáni napon) Kodály Zoltán mindhárom színpadi alkotása: a Székely fonó, a Háry János és a Cinka Panna. 
Egyik alapítója 1978-ban Székelyudvarhelyen a Venyige Népzene és Néptáncegyüttesnek. 

## Díjai, elismerései
- 2018 – Gróf Bánffy Miklós-díj[1]
- 2009 – a Magyar Köztársasági Érdemrend lovagkeresztje
- 2005 – Ezüstfenyő díj, Romániai Magyar Demokrata Szövetség
- 2002–2005 a Corvin-lánc ösztöndíjasa Kallós Zoltán néprajzkutató révén
- 2001 – Nagy István-díj, Erdélyi Magyar Közművelődési Egyesület
- 1983 – Kodály-oklevél és -emlékplakett – a Magyar Népköztársaság kitüntetése